# Michael Windgassen
Michael Windgassen (* 23. Juni 1953 in Wuppertal) ist ein deutscher Übersetzer, der Werke der englischsprachigen Literatur ins Deutsche überträgt.

## Leben
Windgassen studierte Sozialwissenschaften mit Abschluss Diplom sowie Amerikanistik, mit einem Jahr Studienaufenthalt in den USA, und Philosophie mit jeweils Magister als Abschluss. Schon während seines Studiums begann er seine Arbeit als Übersetzer.
Windgassen übersetzt genreübergreifend englischsprachige Literatur. Zu seinen bekanntesten Übersetzungen zählen Drachenläufer und Tausend strahlende Sonnen von Khaled Hosseini sowie viele Werke des Bruno-Zyklus über den Dorfpolizisten Benoît Courrège von Martin Walker. Neben Belletristik übersetzt er auch Sachbücher, Lyrik, Essays, Ausstellungskataloge, Texte zur Musik und wissenschaftliche Aufsätze. Er übersetzte weit über hundert Bücher in Verlagen wie dem Diogenes Verlag oder dem Ullstein Verlag.

## Kurzgeschichten
Für seine Kurzgeschichten " Ein Mann mit zwei Müttern" und "Freie Radikale" wurde er 1997 und 2000 für den Kurd-Laßwitz-Preis nominiert.

## Hörspiele (Auswahl)
Übersetzung aus dem Englischen
- 2011: Martin Walker: Bruno, Chef de Police – Bearbeitung und Regie: Martin Zylka (Hörspielbearbeitung, Kriminalhörspiel – WDR)
- 2011: Martin Walker: Grand Cru – Bearbeitung und Regie: Martin Zylka (Hörspielbearbeitung, Kriminalhörspiel – WDR)

Quelle: ARD-Hörspieldatenbank